# Pseudocleruchus triclavatus
Pseudocleruchus triclavatus is een vliesvleugelig insect uit de familie Mymaridae. De wetenschappelijke naam is voor het eerst geldig gepubliceerd in 2002 door Donev & Huber.